# Ричмондвил (Њујорк)
Ричмондвил (енгл. Richmondville) град је у америчкој савезној држави Њујорк.

## Демографија
По попису из 2010. године број становника је 918, што је 132 (16,8%) становника више него 2000. године.
| Група             | 2000.       | 2010.       |
| Белци             | 737 (93,8%) | 866 (94,3%) |
| Афроамериканци    | 9 (1,1%)    | 12 (1,3%)   |
| Азијати           | 6 (0,8%)    | 3 (0,3%)    |
| Хиспаноамериканци | 16 (2,0%)   | 30 (3,3%)   |
| Укупно            | 786         | 918         |